# Boulton Paul Defiant
O Boulton Paul Defiant foi uma aeronave britânica que serviu na Força Aérea Real (RAF) durante a Segunda Guerra Mundial. 
O Defiant foi projetado e construído pela Boulton Paul Aircraft como um caça equipado com uma torre de artilharia, atendendo ao requisito da RAF de dispor de aeronaves capazes de combater tanto de dia quanto de noite. A sua conceção visava concentrar o poder de fogo contra bombardeiros inimigos, que frequentemente não eram escoltados por caças devido à longa distância entre a Alemanha e o Reino Unido.
O Defiant possuía todo o seu armamento concentrado numa torre dorsal, permitindo-lhe disparar em todas as direções. Este mesmo conceito foi adotado no Blackburn Roc, utilizado pela Marinha Real Britânica e também produzido pela Boulton Paul.
Em combate, o Defiant revelou-se eficaz na destruição de bombardeiros, o papel para o qual foi concebido, contudo era bastante vulnerável aos caças Messerschmitt Bf 109 da Luftwaffe, mais manobráveis e monolugares, que operavam a partir de bases situadas no Norte de França. 
O Defiant foi concebido para destruir bombardeiros sem escolta através de ataques de feixe ou ventrais e, por conseguinte, não dispunha de armamento de tiro frontal, o que provou ser uma grande vulnerabilidade em combate diurno com caças. Por esta razão, o Defiant foi retirado das operações diurnas e redirecionado para missões como caça noturno. Nesta função, obteve sucesso ao ser combinado com radares de interceção de aeronaves (A.I.), que permitiam localizar os alvos inimigos. Nessa função, o Defiant equipou treze esquadrões britânicos, enquanto como caça diurno foi utilizado em apenas dois esquadrões. Este número reduzido deveu-se, em parte, à lentidão inicial na produção do caça. 
Em meados de 1942 foi substituído por caças noturnos de melhor desempenho, como o Bristol Beaufighter e o De Havilland Mosquito. O Defiant continuou a ser utilizado em missões de treino de artilharia, reboque de alvos, contramedidas electrónicas e salvamento marítimo. Entre os pilotos da RAF era conhecido pela alcunha de Daffy.

## Variantes
| Variante  | Características | Qtd. produzida  |
| --------- | --- | --------------- |
| Mk I      | Versão inicial com motor Rolls-Royce Merlin de 1 030 hp (768 kW)                                                                         | 723             |
| NF Mk I   | Mk I convertidos para caça noturno | N/D             |
| NF Mk IA  | NF Mk I com radar de interceptação aerotransportado                                                                                      | N/D             |
| A SR Mk I | Mk I com bote para resgate aeronaval | N/D             |
| TT Mk I   | Mk II convertidos para rebocadores de alvo                                                                                               | 150 convertidos |
| Mk II     | Versão atualizada com motor Rolls-Royce Merlin XX de 1 280 hp (954 kW) e equipado com o radar de interceptação aerotransportado AI Mk IV | 210             |
| TT MK III | Rebocador de alvo dedicado sem torre de metralhadoras                                                                                    | 140 dos novos   |